# Phare de Hale Head
Le phare de Hale Head était un phare situé sur Hale Head, sur la rive nord de la rivière Mersey, à environ 4 km à l'est de l'Aéroport de Liverpool John Lennon, dans le comté du Cheshire en Angleterre. Il est inactif depuis 1958.
Il est maintenant protégé en tant que monument classé du Royaume-Uni de Grade II depuis 1971.

## Histoire
Ce phare a été construit en 1906 pour remplacer l'ancienne station datant de 1838. C'est une tour cylindrique blanche de 17,5 m de haut attenante à une maison de gardien.
Il est inactif depuis 1958 et l'édifice est devenu une résidence privée. Sa lentille de Fresnel a été démontée et exposée au Merseyside Maritime Museum à Liverpool.
Le phare est maintenant menacé par l'érosion de la berge. Un mur d'enceinte a été construit pour le protéger.
Identifiant : ARLHS : ENG-187 .
|                         |
| Mur d'enceinte du phare |

|                    |
| Phare de Hale Head |

### Lien connexe
- Liste des phares en Angleterre